# Miriam Escudero
Miriam Escudero Suastegui (La Habana, 17 de enero de 1970) es una musicóloga cubana. Dirige el Gabinete de Patrimonio Musical Esteban Salas de la Oficina del Historiador de La Habana y se destacan sus investigaciones sobre la presencia de la música religiosa cristiana en la cultura popular tradicional cubana. Publicó una decena de libros por los que fue reconocida con diversas distinciones.

## Trayectoria
Escudero es licenciada en musicología por la Universidad de las Artes de Cuba (1997) y doctora en música hispana por la Universidad de Valladolid (2010). Se especializa en la presencia de música religiosa cristiana en la cultura popular tradicional cubana. Catalogó y estudió en centros religiosos como la iglesia de San Francisco, en Santiago de Cuba; la Parroquia del Vedado, la Parroquia del Espíritu Santo, la iglesia del Carmen y el convento de la RRMM Carmelitas del Vedado, en La Habana. También estudió los archivos catedralicios y parroquiales de las provincias de Cienfuegos, Villa Clara y Sancti Spiritus. Se destacan sus estudios sobre la obra de Esteban Salas, por los cuales recibió diversas distinciones.
Dirige el Gabinete de Patrimonio Musical Esteban Salas de la Oficina del Historiador de La Habana; es investigadora titular del Centro de Investigación y Desarrollo de la Música Cubana (CIDMUC) y profesora titular del Colegio Universitario San Gerónimo de La Habana (Universidad de La Habana). Edita y dirige el boletín El Sincopado Habanero y las colecciones Música Sacra de Cuba, siglo XVIII, Patrimonio Musical Cubano y Documentos sonoros del patrimonio musical cubano. Integró por quince años el Conjunto de Música Antigua Ars Longa. 
Participa como docente y conferencista en instituciones como la Universidad Nacional Autónoma de México, la Universidad Complutense de Madrid, la Universidad de Valladolid, la Universidad Estatal de Míchigan, la Universidad de Chicago, la Universidad Internacional de Florida, la Universidad de Miami, Jacobs School of Music (IU), la Universidad de Notre Dame, The Hispanic Society of America y la Universidad Butler.

## Obra
- El archivo de música de la iglesia habanera de La Merced: estudio y catálogo. Fondo Editorial Casa de las Américas, Habana, 1998. ISBN 959-04-0072-8.
- Esteban Salas y la capilla de música de la Catedral de Santiago de Cuba. Villancicos y cantadas de Navidad. Colección Música Sacra de Cuba, siglo XVIII, Libro I. Ed. Glares, Oficina del Historiador de la Ciudad de La Habana, Universidad de Valladolid, 2001. ISBN 84-607-2524-3.
- Esteban Salas y la capilla de música de la Catedral de Santiago de Cuba. Cantus in honore Beatae Mariae Virginis. Colección Música Sacra de Cuba, siglo XVIII, Libro II. Ed. Glares, Oficina del Historiador de la Ciudad de La Habana, Universidad de Valladolid, 2001. ISBN 84-932209-3-0.
- Esteban Salas y la capilla de música de la Catedral de Santiago de Cuba. Villancicos y Cantadas de Navidad. Colección Música Sacra de Cuba, siglo XVIII, Libro III. Ed. Glares, Oficina del Historiador de la Ciudad de La Habana, Universidad de Valladolid, 2002. ISBN 84-932209-5-7.
- Esteban Salas y la capilla de música de la Catedral de Santiago de Cuba. Passio Domini nostri Jesu Christi. Colección Música Sacra de Cuba, siglo XVIII, Libro IV. Ed. Glares, Oficina del Historiador de la Ciudad de La Habana, Universidad de Valladolid, 2003. ISBN 84-932209-6-5.
- Esteban Salas y la capilla de música de la Catedral de Santiago de Cuba. Villancicos y Cantadas de Navidad. Colección Música Sacra de Cuba, siglo XVIII, Libro V. Ed. Glares, Oficina del Historiador de la Ciudad de La Habana, Universidad de Valladolid, 2004. ISBN 84-932209-7-3.
- Esteban Salas y la capilla de música de la Catedral de Santiago de Cuba. Officium Defunctorum et Missæ. Colección Música Sacra de Cuba, siglo XVIII, Libro VI. Ed. Glares, Oficina del Historiador de la Ciudad de La Habana, Universidad de Valladolid, 2005. ISBN 978-84-934814-0-7.
- Esteban Salas y la capilla de música de la Catedral de Santiago de Cuba. Colección Música Sacra de Cuba, siglo XVIII, Libro VII. Ed. Glares, Oficina del Historiador de la Ciudad de La Habana, Universidad de Valladolid, 2006. ISBN 978-84-934814-1-4.
- Esteban Salas, maestro de capilla de la Catedral de Santiago de Cuba (1764- 1803). Colección Música Sacra de Cuba, siglo XVIII, Libro VIII. Ediciones Boloña, Oficina del Historiador de la Ciudad de La Habana, Centro de Investigación y Desarrollo de la Música Cubana, Universidad de Valladolid, 2011. ISBN 978-959- 7126-96-6.
- Cayetano Pagueras y la capilla de música de la Catedral de La Habana. Repertorio litúrgico. Colección Música Sacra de Cuba, siglo XVIII, Libro IX. Ediciones Boloña, Oficina del Historiador de la Ciudad de La Habana, Centro de Investigación y Desarrollo de la Música Cubana, Universidad de Valladolid, 2013. ISBN 978-959-294-053-6.

## Premios
- Premio de la Academia de Ciencias de Cuba (2019, 2015, 2010).
- Premio de la Academia Cubana de la Lengua (2013).
- Premio Casa de las Américas de Musicología (1997).